# O'Connor (krater)
O'Connor är en nedslagskrater med en diameter på 30 kilometer, på planeten Venus. O'Connor har fått sitt namn efter den amerikanska författaren Flannery O'Connor.